# Garrett Burnett
Garrett „Rocky“ Burnett (* 23. September 1975 in Coquitlam, British Columbia; † 11. April 2022 in Toronto, Ontario) war ein kanadischer Eishockeyspieler, der im Verlauf seiner aktiven Karriere zwischen 1994 und 2006 unter anderem 39 Spiele für die Mighty Ducks of Anaheim in der National Hockey League (NHL) auf der Position des linken Flügelstürmers bestritten hat. Den Großteil seiner aktiven Laufbahn verbrachte Burnett, der den Spielertyp des Enforcers verkörperte, jedoch in den nordamerikanischen Minor Leagues, wo er insgesamt über 430 Partien absolvierte. Hauptsächlich kam er dabei in der American Hockey League (AHL) und der East Coast Hockey League (ECHL) zu Einsätzen.

## Karriere
Burnett begann seine Karriere 1994 in der kanadischen Juniorenliga Ontario Hockey League (OHL) bei den Sault Ste. Marie Greyhounds und spielte während seiner ersten Saison außerdem für Ligakonkurrent Kitchener Rangers. Ungedraftet wechselte der linke Flügelstürmer ins Profilager und lief in der Spielzeit 1995/96 für insgesamt fünf Teams in drei verschiedenen unterklassigen Ligen auf. In den folgenden zwei Jahren machte er in der East Coast Hockey League (ECHL) und der American Hockey League (AHL) fast ausschließlich durch sein hartes Spiel von sich reden. Während er nur selten mehr als zehn Punkte in einer Saison erzielte, sammelte er meistens mehr als 300 Strafminuten in einem Jahr.
Im Sommer 1998 wurde er von den San Jose Sharks aus der National Hockey League (NHL) unter Vertrag genommen, spielte aber zwei Jahre ausschließlich für deren AHL-Farmteam, die Kentucky Thoroughblades. Dort stellte er in der Saison 1999/2000 mit 506 Strafminuten in 56 Spielen eine persönliche Bestmarke auf. Seine insgesamt 692 Strafminuten sind ein Franchise-Rekord. Danach wechselte er in die International Hockey League (IHL) zu den Cleveland Lumberjacks, wo er die Saison 2000/01 verbrachte, ehe er in den folgenden zwei Jahren in der United Hockey League (UHL) bei den New Haven Knights und in der AHL bei den Cincinnati Mighty Ducks sowie dem Hartford Wolf Pack spielte.
Im Sommer 2003 erhielt der Enforcer einen Vertrag bei den Mighty Ducks of Anaheim in der NHL und gehörte die ganze Saison zum Kader der Mighty Ducks, absolvierte 39 Spiele und erzielte ein Tor und zwei Assists. Hinzu kamen 184 Strafminuten, die er unter anderem durch 22 Faustkämpfe auf dem Eis gesammelt hatte. Als die NHL-Saison 2004/05 wegen des Lockouts ausfiel, spielte Burnett für die Danbury Trashers in der UHL und fungierte dort parallel als Assistenztrainer, ehe er zu Beginn der Saison 2005/06 einen Einjahresvertrag bei den Dallas Stars unterschrieb. Er kam aber während der gesamten Saison nicht in der NHL zum Einsatz, sondern spielte für die Farmteams von Dallas, die Iowa Stars aus der AHL und die Phoenix RoadRunners in der ECHL.
Im Sommer 2006 wechselte er kurzzeitig die Sportart und erhielt einen Vertrag bei den Arizona Sting in der National Lacrosse League (NLL). Er absolvierte jedoch nie ein Ligaspiel für das Team. Zu Beginn der Saison 2006/07 spielte Burnett in der unterklassigen Eishockeyliga Ligue Nord-Américaine de Hockey (LNAH) für die Summum-Chiefs de Saint-Jean-sur-Richelieu, ehe er in seinem vierten Ligaspiel ein Eishockeytor auf einen gegnerischen Torhüter warf und später in eine Schlägerei verwickelt war. Burnett wurde von der Liga für die restliche Saison suspendiert. Anschließend trat der Kanadier im professionellen Eishockey nicht mehr in Erscheinung.

### Karriereende und Tod
Am 11. Januar 2007 wurde bekannt, dass Burnett bereits seit dem 26. Dezember 2006 im Koma lag und in einem Krankenhaus behandelt wurde. Burnett war mit Freunden in einem Vorort von Vancouver in einer Bar, wo es zu Handgreiflichkeiten mit einer Gruppe kam. Nachdem Burnett und seine Freunde die Bar verlassen hatten, wurden sie von der Gruppe angegriffen und Burnett bekam mehrere Schläge gegen den Kopf. Die Polizei ermittelte, es wurde aber bisher keine Anklage erhoben. Laut Burnetts Familie wird er keine bleibenden Schäden davontragen und es geht ihm schon wieder viel besser. Nach dem viermonatigen Krankenhausaufenthalt verklagte er die zwei Türsteher der Bar, die nicht eingriffen, als Burnett angegriffen wurde.
Burnett verstarb im April 2022 im Alter von 46 Jahren in Toronto in der Provinz Ontario.

## Karrierestatistik
(Legende zur Spielerstatistik: Sp oder GP = absolvierte Spiele; T oder G = erzielte Tore; V oder A = erzielte Assists; Pkt oder Pts = erzielte Scorerpunkte; SM oder PIM = erhaltene Strafminuten; +/− = Plus/Minus-Bilanz; PP = erzielte Überzahltore; SH = erzielte Unterzahltore; GW = erzielte Siegtore; 1 Play-downs/Relegation; Kursiv: Statistik nicht vollständig)